# Slatinski Tchiflik
Slatinski Tchiflik (en macédonien Слатински Чифлик) est un village du sud-ouest de la Macédoine du Nord, situé dans la municipalité de Debartsa. Le village comptait 11 habitants en 2002.

## Démographie
Lors du recensement de 2002, le village comptait :
- Macédoniens : 11